# Sebastian Kaiser-Jovy
Sebastian Kaiser-Jovy (* 20. Jahrhundert) ist ein deutscher Sportökonom und Hochschullehrer.

## Leben
Sebastian Kaiser-Jovy studierte Sportwissenschaft und Sportökonomie an der Deutschen Sporthochschule Köln sowie an der Fernuniversität in Hagen. Des Weiteren durchlief er an der Oldenburger Carl von Ossietzky Universität ein Studium im Fach Bildungs- und Wissenschaftsmanagement und erlangte einen Masters-Abschluss (Master of Business Administration). Zwischen Januar 2004 und Juni 2008 war er als wissenschaftlicher Mitarbeiter am Institut für Sportökonomie und Sportmanagement der Sporthochschule in Köln tätig, an derselben Einrichtung schloss er bei Heinz-Dieter Horch seine Doktorarbeit in Sportökonomie und Sportsoziologie ab.
Kaiser-Jovy setzte seine Universitätslaufbahn als Hochschullehrer für Sportmanagement an der Fachhochschule Kufstein (2008 bis 2012) und Studiendekan an der SRH Hochschule Heidelberg fort, zudem nahm er von 2009 bis 2011 Gastprofessuren an der Latvijas Universitāte in Riga sowie von 2009 bis 2011 an der Olympiauniversität in Sotschi (Российский Международный Олимпийский Университет) wahr. Zu Jahresbeginn 2015 trat er an der Hochschule Heilbronn (Campus Künzelsau) eine Professorenstelle für Allgemeine Betriebswirtschaftslehre mit Spezialisierung auf das Fach Sportmanagement an. Ab demselben Jahr war Kaiser-Jovy ebenfalls Gastprofessor an der Univerzitet u Sarajevu. Im Wintersemester 2018/2019 weilte er als Gastprofessor an der britischen Manchester Metropolitan University. Er ist Mitherausgeber der Zeitschrift „Sportwissenschaft“ und insbesondere für den wirtschafts- und sozialwissenschaftlichen Bereich des Werkes verantwortlich.
Zu seinen Schwerpunkten seiner Forschungstätigkeit zählen sozioökonomische Auswirkungen von Sportgroßveranstaltungen wie den Olympischen Spielen, Werbung im Sport, Markenführung im Sport, die Sportentwicklungsplanung, die Organisationsentwicklung im Sport und die Leitung von Sportorganisationen.